# Kreis Paks
Der Kreis Paks (ungarisch Paksi járás) ist ein Kreis im Nordosten des südungarischen Komitats Tolna. Er grenzt im Süden an den Kreis Tolna, im Südwesten an den Kreis Szekszárd und im Westen an den Kreis Tamási. Im Norden und Nordosten bilden die Kreise Sárbogárd und Dunaújváros vom Komitat Fejér die Grenze, im Osten der Kreis Kalocsa (Komitat Bács-Kiskun).

## Geschichte
Der Kreis ging während der ungarischen Verwaltungsreform Anfang 2013 unverändert aus dem gleichnamigen Kleingebiet (ungarisch Paksi kistérség) hervor und erfuhr noch Verstärkung durch eine Gemeinde aus dem Süden.

## Gemeindeübersicht
Der Kreis Paks hat eine durchschnittliche Gemeindegröße von 3.240 Einwohnern auf einer Fläche von 55,73 Quadratkilometern. Die Bevölkerungsdichte des zweitgrößten Kreises mit der zweithöchsten Bevölkerungszahl liegt leicht unter dem Komitatswert von 60 Einwohnern/km². Der Kreissitz befindet sich in der größten Stadt, Paks, im Osten des Kreises gelegen.
| 15 Gemeinden    | Status       | Herkunft Kleingebiet | Einwohnerzahl | Einwohnerzahl | Einwohnerzahl | Fläche (km²) | Bevölkerungs- dichte (Ew./km²) |
| 15 Gemeinden    | Status       | Herkunft Kleingebiet | 01.10.2011    | 01.01.2013    | 01.01.2016    | 01.01.2016   | Bevölkerungs- dichte (Ew./km²) |
| --------------- | ------------ | -------------------- | ------------- | ------------- | ------------- | ------------ | ------------------------------ |
| Bikács          | Gemeinde     | Paks                 | 430           | 466           | 454           | 34,67        | 13,1                           |
| Bölcske         | Gemeinde     | Paks                 | 2.834         | 2.787         | 2.754         | 58,78        | 46,9                           |
| Dunaföldvár     | Stadt        | Paks                 | 8.775         | 8.722         | 8.501         | 111,42       | 76,3                           |
| Dunaszentgyörgy | Gemeinde     | Paks                 | 2.564         | 2.555         | 2.528         | 37,63        | 67,2                           |
| Gerjen          | Gemeinde     | Paks                 | 1.202         | 1.203         | 1.198         | 36,28        | 33,0                           |
| Györköny        | Gemeinde     | Paks                 | 950           | 992           | 936           | 31,60        | 29,6                           |
| Kajdacs         | Gemeinde     | Paks                 | 1.235         | 1.262         | 1.241         | 37,73        | 32,9                           |
| Madocsa         | Gemeinde     | Paks                 | 1.891         | 1.935         | 1.890         | 43,33        | 43,6                           |
| Nagydorog       | Großgemeinde | Paks                 | 2.561         | 2.591         | 2.544         | 41,44        | 61,4                           |
| Németkér        | Gemeinde     | Paks                 | 1.728         | 1.715         | 1.723         | 64,97        | 26,5                           |
| Paks            | Stadt        | Paks                 | 19.369        | 19.481        | 19.117        | 154,08       | 124,1                          |
| Pálfa           | Gemeinde     | Paks                 | 1.567         | 1.572         | 1.558         | 34,74        | 44,8                           |
| Pusztahencse    | Gemeinde     | Paks                 | 949           | 955           | 931           | 31,71        | 29,4                           |
| Sárszentlőrinc  | Gemeinde     | Paks                 | 1.082         | 1.078         | 1.039         | 46,69        | 22,3                           |
| Tengelic        | Gemeinde     | Szekszárd            | 2.296         | 2.296         | 2.192         | 70,93        | 30,9                           |
| Kreis Paks      |              |                      | 49.433        | 49.610        | 48.606        | 836,00       | 58,1                           |